# Bloc-cylindres
Le bloc-cylindres, aussi appelé bloc-moteur, constitue le bâti d'un moteur à pistons dont la partie intérieure est usinée pour former les cylindres ou les logements de chemises, s'il s'agit d'un moteur à chemises rapportées. L'eau de refroidissement circule librement à l'intérieur du carter-moteur. La partie supérieure du bloc est dressée pour former le plan de joint pour la culasse, qui vient coiffer les cylindres.

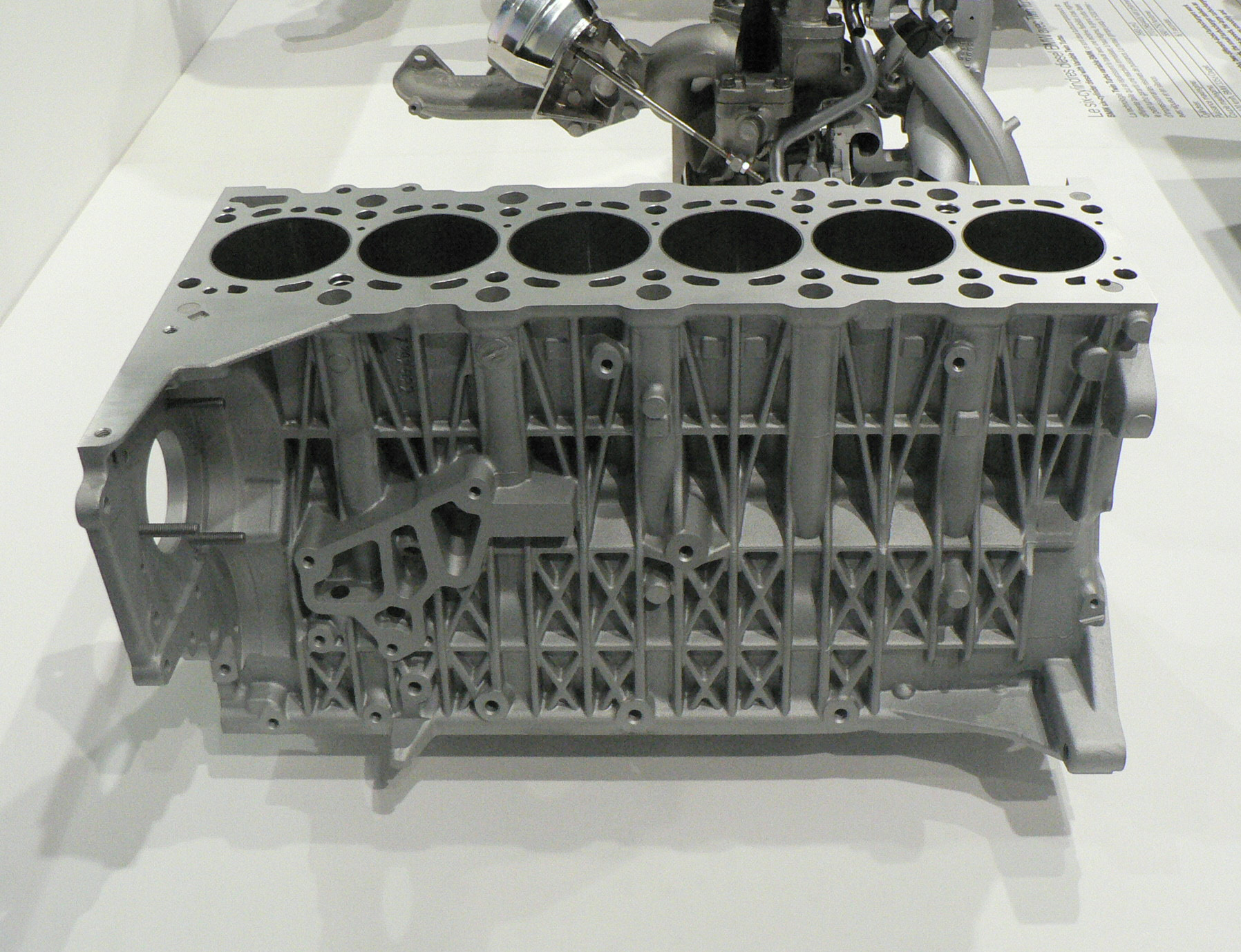
Un bloc-moteur à six cylindres « en ligne » pour une voiture de tourisme, intégrant le carter et tous les cylindres.

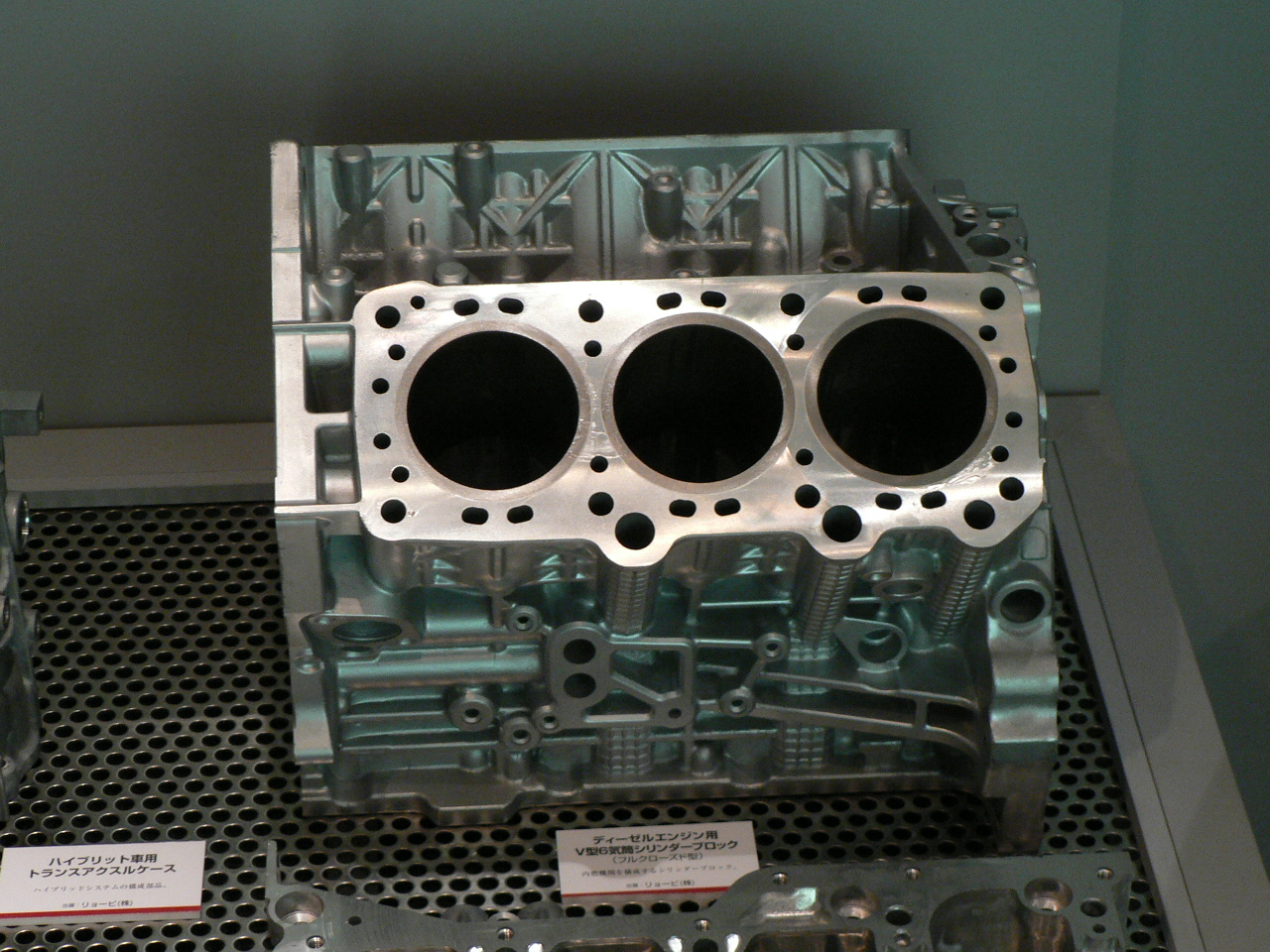
Un des deux côtés d'un bloc-moteur d'un V6 diesel.

## Histoire
Le premier moteur 4-cylindres monobloc (quatre cylindres fondus en un seul bloc) est monté en 1899 dans la voiture de course révolutionnaire construite par Amédée Bollée fils, « Le Torpilleur ». La première voiture construite en grande série équipée d'un 4-cylindres monobloc sera la Ford Model T de 1908.

## Fonctions
Le bloc-cylindre remplit différentes fonctions. Il doit résister à la pression des gaz de la combustion qui tendent à le dilater et pousser sur la culasse. Il doit guider le piston, d'où la nécessité de réduire le frottement et d'augmenter la résistance à l'usure. Il doit laisser circuler le liquide de refroidissement tout en résistant à la corrosion.

## Types

### Bloc sans chemises
Dans un bloc sans chemises, les cylindres sont moulés directement dans une pièce, en général en fonte. Le bloc et le cylindre ne font alors qu'un ; on parle souvent de bloc à « alésage direct ». En cas d'usure des cylindres, il est nécessaire de réaléser à une cote supérieure et d'adapter des pistons de plus fort diamètre.

### Bloc avec chemises
En vue de réduire l'usure des parois de cylindres, il est souvent fait appel à des chemises particulièrement résistantes, placées dans les alésages des cylindres.

#### Chemises sèches
Les blocs avec chemises sèches sont en fonte ou en aluminium. Dans le cas d'un bloc en fonte, les chemises pourront être remplacées après une usure importante. Dans le cas d'un bloc en aluminium, les chemises sèches seront mises en place à la fabrication du bloc et pourront donc être réalésées mais pas changées. Dans les deux cas, le bloc comportera les chambres d'eau ou les ailettes nécessaires au refroidissement du moteur.
Lorsqu'elles sont incorporées à la coulée dans l'aluminium (par procédé de type AL-FIN), les chemises sèches ne sont pas remplaçables, mais il existe quantité de moteurs de moto en aluminium dont les chemises sèches sont amovibles[réf. nécessaire]. La chemise étant simplement frettée (insérée dans le cylindre en aluminium ayant été dilaté par la chaleur), elle est donc remplaçable.

#### Chemises humides
Pour un bloc avec chemises humides, les chemises, installées dans un carter creux, seront maintenues pour la partie supérieure, par la culasse, et pour la partie inférieure par le carter lui-même, avec une étanchéité sur la partie basse. L'avantage de ce principe est le remplacement facilité des chemises.
En automobile, les moteurs Hispano Suiza à refroidissement liquide des années 1920 (ex. : le type H6B) recevaient des chemises humides en acier vissées dans le bloc en aluminium préalablement chauffé dans un bain d'huile. Le remplacement des chemises s'avère cependant parfois extrêmement délicat devant la difficulté à extraire les chemises.